# Julien Doré
Julien Doré (pronunciación en francés: /ʒyljɛ̃ doʁe/ ; Alès, 7 de julio de 1982) es un cantante, compositor, músico y actor francés. 
Es el ganador de la quinta temporada del programa de televisión Nouvelle Star, emitido en el canal de televisión francés M6. A pesar de sus declaraciones, no es el tataranieto del ilustrador del siglo XIX, Gustave Doré,
pero sí es descendiente del compositor, Émile Waldteufel.

## Biografía
Doré nació en Alès (Gard, Occitania) y creció en Lunel. Después de tomar su bachillerato literario en la universidad Louis Feuillade, asistió a la École des Beaux-Arts de Nimes durante cinco años. Es el fundador de la banda Dig up Elvis. En 2006, creó con Guillaume de Molina el proyecto "El disco suicidio Jean D'Ormesson ", nombre derivado del novelista Jean d'Ormesson, "grupo proteico" que cubrió éxitos pop y disco. En junio de 2007, Doré fue votado como el número uno en la encuesta de los "15 hombres más sexy" de la revista francesa Elle.

### Nouvelle Star
En 2007, Doré fue seleccionado en la sesión de casting en Marsella para la quinta temporada de la competencia musical Nouvelle Star, donde se presentó con un ukelele. Al principio, solo participó en el casting para obtener publicidad gratuita para su banda. Convenció al jurado cuando cantó "A la faveur de l'automne" (originalmente de Tété). Sus actuaciones y revelaciones más memorables fueron mientras cantaba " Moi... Lolita "(de Alizée) y"... ...Baby One More Time (canción de Britney Spears), canciones de música dance, en acústica. Ganó el final contra Tigane.

### Carrera musical
Doré ha tenido una exitosa carrera musical después de ganar Nouvelle Star con tres álbumes de estudio, Ersatz (2008), Bichon (2011) y Løve (2013), todos alcanzando los cuatro primeros lugares en la lista oficial de álbumes franceses. También ha obtenido éxitos en Bélgica y Suiza. En 2009, Doré grabó la canción "Helsinki" con la cantante francesa Mélanie Pain. Doré también colaboró con la cantante francesa Sylvie Vartan en el lanzamiento de su álbum de 2010, Soleil bleu. 
Fue entrenador invitado para los candidatos Quentin Bruno y Law en la temporada 4 de The Voice: la plus belle voix, la versión francesa de la competencia de canto de reality shows The Voice.

## Discografía

### Álbumes
Estudio
| Año  | Álbum                                                                    | Posiciones en las listas | Posiciones en las listas   | Posiciones en las listas | Certificaciones      |
| Año  | Álbum                                                                    | Francia SNEP             | Bélgica Ultratop (Valonia) | Suiza SH                 | Certificaciones      |
| ---- | ------------------------------------------------------------------------ | ------------------------ | -------------------------- | ------------------------ | -------------------- |
| 2008 | Ersatz - Fecha de lanzamiento: 16 de junio de 2008 - Sony BMG            | 2                        | 2                          | 4                        | Francia: oro         |
| 2011 | Bichon - Fecha de lanzamiento: 21 de marzo de 2011 - Sony BMG            | 4                        | 4                          | 16                       | Francia: oro         |
| 2013 | Løve - Fecha de lanzamiento: 28 de octubre de 2013 - Columbia / Sony BMG | 4                        | 9                          | 21                       | Francia: 2 × Platino |
| 2016 | & - Fecha de lanzamiento: 14 de octubre de 2016 - Columbia / Sony BMG    | 1                        | 1                          | 3                        | Francia: Diamante    |
| 2018 | Vous & moi - Fecha de lanzamiento: 2 de marzo de 2018 - Sony BMG         | 2                        | 2                          | 10                       |                      |

Álbumes en vivo
| Año  | Álbum                                                                          | Posiciones en las listas | Posiciones en las listas |
| Año  | Álbum                                                                          | Francia SNEP             | BélgicaUltratop(Valonia) |
| ---- | ------------------------------------------------------------------------------ | ------------------------ | ------------------------ |
| 2015 | Løve Live - Fecha de lanzamiento: 6 de febrero de 2015 - Registros de Columbia | 11                       | 12                       |

### Sencillos
| Año  | Canción                                           | Posiciones más altas en listas de éxitos | Posiciones más altas en listas de éxitos | Posiciones más altas en listas de éxitos | Posiciones más altas en listas de éxitos | Álbum          |
| Año  | Canción                                           | Francia SNEP                             | Bélgica Ultratop (Valonia)               | Bélgica Ultratop (Valonia)               | Suiza SH                                 | Álbum          |
| ---- | ------------------------------------------------- | ---------------------------------------- | ---------------------------------------- | ---------------------------------------- | ---------------------------------------- | -------------- |
| 2007 | " Moi... Lolita "                                 | 2                                        | 1                                        | —                                        | 20                                       |                |
| 2008 | "Les Limites"                                     | 15                                       | 10                                       | —                                        | 48                                       | Ersatz         |
| 2008 | "Figures Imposées" (con Morgane Imbeaud)          | —                                        | —                                        | 22                                       | —                                        | Ersatz         |
| 2008 | "De mots" (con Arno)                              | —                                        | —                                        | 18                                       | —                                        | Ersatz         |
| 2009 | "First Lady"                                      | —                                        | —                                        | 22                                       | —                                        | Ersatz         |
| 2009 | "Pour un infidèle" (Cœur de pirate y Julien Doré) | 1                                        | 8                                        | —                                        | 43                                       | Cœur de pirate |
| 2011 | "Kiss Me Forever"                                 | 33                                       | 12                                       | —                                        | —                                        | Bichon         |
| 2011 | "L'été summer"                                    | 12                                       | —                                        | 15                                       | —                                        | Bichon         |
| 2012 | "Laisse Avril"                                    | —                                        | —                                        | 39                                       | —                                        | Bichon         |
| 2013 | "París-Seychelles"                                | 11                                       | 39                                       | —                                        | —                                        | Løve           |
| 2013 | "Viborg"                                          | 160                                      | —                                        | —                                        | —                                        | Løve           |
| 2013 | "On attendra l'hiver"                             | 33                                       | —                                        | 9                                        | —                                        | Løve           |
| 2014 | "Chou wasabi" (con Micky Green)                   | 15                                       | 12                                       | —                                        | —                                        | Løve           |
| 2014 | "On attendra l'hiver"                             | 151                                      | —                                        | —                                        | —                                        | Løve           |
| 2014 | "Week-end à Rome"                                 | 199                                      | —                                        | —                                        | —                                        | Piano Sølo     |
| 2016 | "Le lac"                                          | 1                                        | 3                                        | —                                        | 72                                       | &              |
| 2016 | "Sublime & Silence"                               | 17                                       | 7                                        | —                                        | —                                        | &              |
| 2016 | "Mon écho"                                        | 111                                      | —                                        | —                                        | —                                        | &              |
| 2016 | "Porto Vecchio"                                   | 42                                       | 19                                       | —                                        | —                                        | &              |
| 2016 | "Corail" (con Juliette Armanet)                   | 143                                      | —                                        | —                                        | —                                        | &              |
| 2016 | "Coco Câline"                                     | 14                                       | 2                                        | —                                        | —                                        | &              |

## Filmografía
| Año  | Título                                                                | Papel                     | Notas                      |
| ---- | --------------------------------------------------------------------- | ------------------------- | -------------------------- |
| 2009 | Écrire pour un chanteur                                               | Hombre joven              | Series de Televisión       |
| 2010 | Ensemble, nous allons vivre une très, très grande histoire d'amour... | Nicolas                   |                            |
| 2010 | Vampires                                                              | Juan Pablo                |                            |
| 2011 | Le cri cosmique                                                       | Eugène B.                 | Cortometraje               |
| 2013 | Pop Redemption                                                        | Alex                      |                            |
| 2013 | Chez nous c'est trois!                                                | L'acteur de Baisers fanés |                            |
| 2017 | Call My Agent!                                                        | Él mismo                  | Series de TV (7 episodios) |